# Драган Николић (кошаркашки тренер)
Драган Николић (Београд, 20. фебруар 1972) српски је кошаркашки тренер.

## Тренерска каријера
Свој тренерски пут Драган Николић започео је 1999. године у Охриду, у женском кошаркашком клубу. У каријери је тренирао неколико клубова Србије и Босне и Херцеговине.
Са Игокеом, у коју је дошао 2018. освојио је Куп Мирза Делибашић након чега је напустио клуб.
На кошаркашке терене Босне и Херцеговине вратио се 2020. године, када је сјео на клупу бањалучког Борца.